# Folorunso Alakija
Folorunso Alakija (15 de julho de 1951) é uma empresária bilionária nigeriana. Ela está envolvida nas indústrias de moda, petróleo, imobiliária e gráfica. Ela é a diretora-gerente do The Rose of Sharon Group, que consiste em The Rose of Sharon Prints & Promotions Limited, Digital Reality Prints Limited e vice-presidente executivo da Famfa Oil Limited.
Ela também tem participação majoritária na empresa DaySpring Property Development. Alakija é classificada pela Forbes como a mulher mais rica da Nigéria, com um patrimônio líquido estimado em US$ 1 bilhão. Em 2015, ela foi listada como a segunda mulher mais poderosa da África depois de Ngozi Okonjo-Iweala e a 87ª mulher mais poderosa do mundo pela Forbes.

## Infância e educação
Folorunsho nasceu em 15 de julho de 1951 na família do chefe L. A. Ogbara em Ikorodu, estado de Lagos. Ela frequentou a educação infantil em Our Ladies of Apostles, Lagos, de 1955 a 1958. Aos sete anos, ela viajou para o Reino Unido para continuar sua educação primária na Dinorben School for Girls em Hafodunos Hall em Llangernyw, País de Gales, entre 1959–1963. Ao concluir sua educação primária, ela frequentou a "Escola Secundária Muçulmana" em Sagamu, Estado de Ogun, Nigéria. Ela então voltou para a Inglaterra para seus estudos de secretariado no Pitman's Central College, em Londres.

## Carreira
Alakija começou sua carreira em 1974 como secretária executiva na Sijuade Enterprises, Lagos, Nigéria. Ela se mudou para o antigo First National Bank de Chicago, que mais tarde se tornou o FinBank agora adquirido pelo FCMB (First City Monument Bank) onde trabalhou por alguns anos antes de estabelecer uma empresa de alfaiataria chamada Supreme Stitches. Em poucos anos, como Rose of Sharon House of Fashion, tornou-se um nome familiar. Como presidente nacional e curadora vitalícia da Associação de Designers de Moda da Nigéria (FADAN), ela deixou uma marca indelével, promovendo a cultura nigeriana por meio da moda e do estilo.
Em maio de 1993, Alakija solicitou a atribuição de uma licença de prospecção de petróleo (OPL). A licença para explorar petróleo em um bloco de 617.000 acres - agora referido como OPL 216 - foi concedida à empresa de Alakija, Famfa Limited. O bloco fica a aproximadamente 220 mi (350 km) sudeste de Lagos e 70 mi (110 km) largo da costa da Nigéria no Campo de Agbami no Delta do Níger central. Em setembro de 1996, ela firmou um acordo de joint venture com a Star Deep Water Petroleum Limited (uma subsidiária integral da Texaco) e nomeou a empresa como consultora técnica para a exploração da licença, transferindo 40 por cento de sua participação de 100 por cento para a Star Profundo.
Assim que se espalhou a notícia de que havia petróleo, o governo nigeriano arrebatou uma participação de 40%. Mais tarde, eles pegaram mais 10%. Por doze anos, ela lutou contra o governo no tribunal. O argumento do governo era se Alakija e sua família pudessem manter seu bloco, eles ganhariam US$ 10 milhões por dia. Mesmo assim, ela persistiu e no final venceu..

## Reconhecimento
Em 2014, ela foi listada como a 96ª mulher mais poderosa do mundo pela Forbes. Em maio de 2015, duas mulheres nigerianas, a Ministra das Finanças Ngozi okonjo-Iweala e Alakija, foram listadas entre as 100 mulheres mais poderosas do mundo, de acordo com a Forbes. Alakija estava em 86º na lista.

## Filantropia
Folorunsho tem uma fundação chamada Fundação Rosa de Sharon, que ajuda viúvas e órfãos por meio de bolsas de estudo e subsídios comerciais. Alakija doou um centro de aquisição de habilidades para a Yaba College of Technology, uma instituição de ensino superior localizada em Lagos.

## Vida pessoal
Folorunsho casou-se com um advogado, Modupe Alakija, da família Adeyemo Alakija, em novembro de 1976. Eles residem em Lagos, Nigéria, com seus quatro filhos e netos. Seu sobrinho é DJ Xclusive. Em junho de 2017, o filho de Folorunso, Folarin Alakija, casou-se com a modelo iraniana Nazanin Jafarian Ghaissarifar em um casamento no Palácio de Blenheim, na Inglaterra.